# Copidosoma recurvariae
Copidosoma recurvariae är en stekelart som beskrevs av Sharkov 1988. Copidosoma recurvariae ingår i släktet Copidosoma och familjen sköldlussteklar. Inga underarter finns listade i Catalogue of Life.